# كارين هيس (مؤرخة)
كارين هيس (بالإنجليزية: Karen Hess)‏ هي مؤرخة أمريكية، ولدت في 11 نوفمبر 1918، وتوفيت في 15 مايو 2007 بسبب سكتة.